# Umeda Togo
Umeda Togo (sinh ngày 23 tháng 7 năm 2000) là một cầu thủ bóng đá người Nhật Bản.

## Sự nghiệp câu lạc bộ
Umeda Togo hiện đang chơi cho Shimizu S-Pulse.